# Černovice u Chomutova
Černovice u Chomutova – stacja kolejowa w Černovicach, w kraju usteckim, w Czechach. Znajduje się na wysokości 420 m n.p.m.
Jest zarządzana przez Správę železnic. Na stacji nie ma możliwość zakupu biletów, a obsługa podróżnych odbywa się w pociągu.

## Linie kolejowe
- 137 Chomutov - Vejprty